# Das Autogramm
Pour plus de détails, voir Fiche technique et Distribution.
Das Autogramm est un film allemand réalisé par Peter Lilienthal, sorti en 1984.

## Fiche technique
- Titre : Das Autogramm
- Réalisation : Peter Lilienthal
- Scénario : Peter Lilienthal d'après le roman Cuarteles de Invierno d'Osvaldo Soriano
- Musique : Juan José Mosalini
- Photographie : Michael Ballhaus
- Montage : Siegrun Jäger
- Société de production : Euro-America-Films, Von Vietinghoff Filmproduktion et ZDF
- Pays de production :  Allemagne de l'Ouest et  France
- Genre : action, drame et thriller
- Durée : 92 minutes
- Date de sortie : 
  - Allemagne de l'Ouest : 12 octobre 1984

## Distribution
- Juan José Mosalini : Daniel Galvan, le chanteur
- Ángel Del Villar : Tony Basilio Rocha, le boxeur
- Anna Larreta : Ana Gallo, la fille
- Hanns Zischler : le lieutenant Suarez
- Nikolaus Dutsch : Sanchez
- Georges Géret : Dr. Gallo
- Pierre Bernard Douby : Ignaz « Mingo » Zuckermann
- Luís Lucas : Schwarzhaariger
- Dominique Nato : Sepulveda Marcial
- Asdrubal Teles : Morales
- Maria José Ramalho : Aurora

## Distinctions
Le film a été présenté en sélection officielle en compétition lors de Berlinale 1984.